# Православный путеводитель
Правосла́вный путеводи́тель — богословско-миссионерский журнал, издававшейся в Санкт-Петербурге.
Журнал издавался с января 1903 года по 1907 год. С 1903 год по 1905 год журнал был ежемесячным. С 1906 год  журнал стал выходить раз в две недели. В редакционную коллегию входили: редактор-издатель П. С. Туманов, М. И. Чельцов, К. Н. Плотников и другие. В журнале уделялось много места историческому отделу: истории церкви и раскола (печатали статьи Субботина). Издавался с приложением.